# Discoplana malagasensis
Discoplana malagasensis is een soort in de taxonomische indeling van de platwormen (Platyhelminthes). De worm is tweeslachtig en kan zowel mannelijke als vrouwelijke geslachtscellen produceren. De soort leeft in zeer vochtige omstandigheden. 
De platworm komt uit het geslacht Discoplana. Discoplana malagasensis werd in 2003 beschreven door Doignon, Artois & Deheyn.